# Onthophagus wanappe
Onthophagus wanappe là một loài bọ cánh cứng trong họ Bọ hung (Scarabaeidae).